# 泉美木蘭
泉美 木蘭（いずみ もくれん、1977年 - ）は、日本の小説家。三重県出身。近畿大学文芸学部卒業、血液型A型。お笑い芸人のコウメ太夫は元夫。
元SM嬢だったが泉水木蘭名義の小説でデビュー。その後、泉美木蘭に改名した。2009年7月-9月には、コウメとともに妻として『キズナ食堂』（TBS）に出演。

## エピソード
- 2000年、東京都内の企画会社に入社、同社の倒産により無職となる。同年、24歳で東京都新宿区にてイベント企画会社を設立。アート企画展、ティーンズ誌ディレクションなどを行うも資金繰りの悪化により2002年に倒産。泉美は1000万円の借金を背負い、返済の日々を送ることとなった。同時にホームページを開設し、自身の日記を連載する。
- 2004年、ホームページ内のコンテンツが書籍化され、作家活動を開始する。
- 作家デビュー以前に使用していたペンネームは「焼野原グリコ」だった。
- 2005年ごろよりライターとして週刊SPA!にて裏社会、OL特集など数多く取材執筆している。
- 2007年、お笑い芸人のコウメ太夫と婚姻、同年、一児を出産している。その後離婚。
- 2011年より、漫画家の小林よしのり主催のゴー宣道場に参加している。

## 作品
- 『オンナ部　M嬢すみれのちんぴんファイル』（2006年・バジリコ）
- 『会社ごっこ』（2008年・太田出版）
- 『こうゆう駄目。』（2009年・太田出版）
- 『エム女の手帖』（2010年・幻冬舎）
- 『AILARA 「ナジャ」と「アイララ」の半世紀』（2018年・Echelle-1）
- 『新型コロナ-専門家を問い質す』(共著: 小林よしのり・ 泉美 木蘭、 2020年・光文社)

## 連載誌
- 『本人』（2006年～2008年・太田出版）
- 『わしズム』（幻冬舎）